# 柱塞泵
柱塞泵（plunger pump）属于容积式泵，往复泵。柱塞泵通过柱塞在柱塞缸体中作往复运动造成柱塞缸体中密封容积的变化而产生的压力差而使流体介质进行工作。改变柱塞的工作行程就可以控制柱塞泵流量的大小。

## 用途
柱塞泵是液压和气动传动中重要工作部件。
常见的柱塞泵分为径向柱塞泵，轴向柱塞泵。